# Cercle athlétique mulhousien
Le Cercle athlétique mulhousien est un club de basket-ball français basé à Mulhouse, aujourd'hui disparu en ce qui concerne sa partie élite.

## Histoire
Le club est surtout connu pour ses bonnes prestations dans le championnat de France de basket-ball à partir des années 1920, en comptant en son sein plusieurs joueurs de renom. 
Sa rivalité avec le Foyer Alsacien Mulhouse est une des premières du championnat.
La section féminine a été la première à remporter le championnat de France en 1937.

## Palmarès
- Champion de France : 1935, 1937

## Joueurs marquants du club
- Charles Hemmerlin
- Étienne Onimus
- André Tondeur, joueur champion en 1935 et 1937 et entraineur des féminines championnes en 1937